# بژگی گورنه
بژگی گورنه (به لهستانی:  Brzegi Górne) یک روستا در لهستان است که در گمینا لوتوویسکا واقع شده‌است.